# عاطف خيري
يعد عاطف خيري، من أهم الشعراء السودانيين المعاصرين وظهر في أواخر الثمانينات.

## مولده ونشأته
ولد عاطف خيري في العام 1969م بمدينة كريمة وكان والده، أحد أعيان المنطقة وكان نائباً لها في مجلس الشعب الاقليمي في عهد الرئيس الأسبق نميري. درس عاطف خيري جميع مراحله الدراسية بمدينة كريمة ثم التحق بمعهد الموسيقى والمسرح ليتخرج في قسم الدراما. ثم التحق بجامعة القاهرة بالخرطوم قسم اللغة العربية ولم يكملها.

## بداياته
كتب عاطف العديد من القصائد في صباه في مدينة كريمة وتغنى له من الفنانين المحليين منهم عبد العظيم منصور وصديق أحمد ثم الفنان الراحل مصطفى سيد أحمد. وكان عاطف خيري من الأعضاء المساهمين في جمعية المسرح بنادي النسر الثقافي الرياضي بمدينة كريمة.[بحاجة لمصدر]

## إسهاماته
أحيا عاطف خيري عددًأ من الأمسيات الشعرية بالخرطوم والقاهرة وعددًا من العواصم الأوربية. وكوّن ثنائية مع الفنان مصطفى سيد أحمد وتغنى له العديد من الأغاني منها سيناريو اليابسة والجالوص وشهيق واقتراحوإحتشاد، كما تغنت له فرقة عقد الجلاد السودانية بأغنية طيور النور وكذلك أغنية
كلم الزهرة.

## دواوينه
أصدر عاطف عددًأ من الدواوين الشعرية أولها كان ديوان سيناريو اليابسة 1995 وديوان الظنون 1998 ثم طبع ديوانه الأخير تشجيع القرويات 2006.

## تغييرات
في العام 2014 أجرى عاطف خيري تعديلات في أشعاره وبرر ذلك بأن تلك الأشعار تجاوزت المقدسات، وتعرض إثر ذلك على هجوم ونقد في أوساط المثقفين.